# Trypolitania

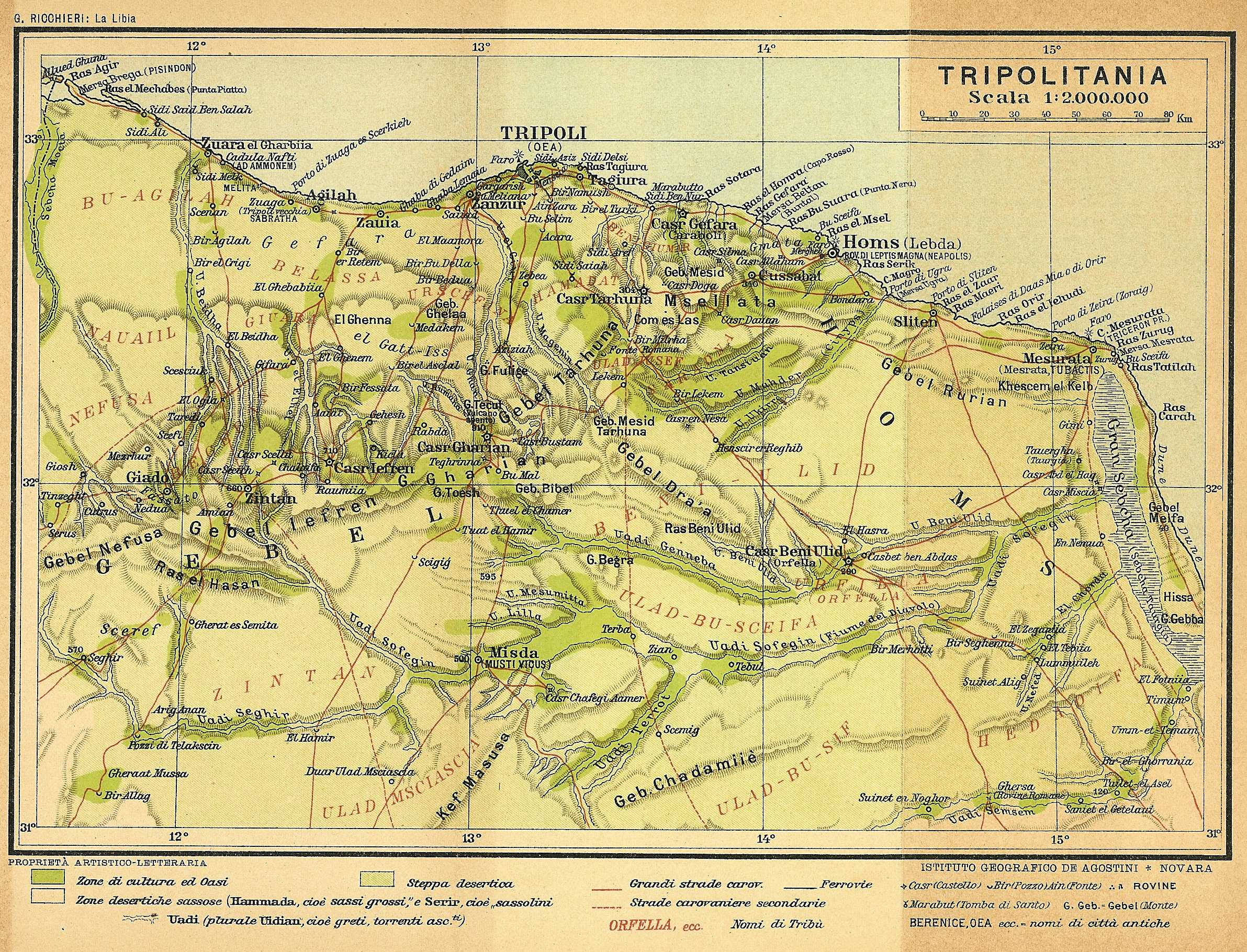
Tripolitania w 1913

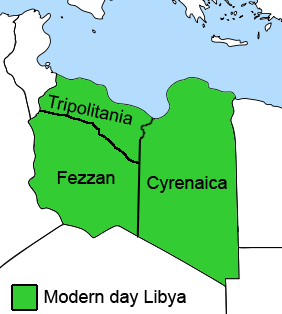
Tripolitania

Trypolitania (arab. ‏طرابلس‎, Tarabulus, Ţarābulus; łac. Regio Tripolitana; gr. Τριπολιτάνια) – kraina historyczna w zachodniej Libii nad wybrzeżem Morza Śródziemnego zamieszkana w starożytności przez Berberów. Od VIII wieku p.n.e. u jej wybrzeży zaczęły powstawać kolonie fenickie. Pod koniec VI wieku p.n.e. kolonie te podporządkowała sobie Kartagina. Po III wojnie punickiej (fenickiej) podbita przez Rzymian, w roku 435 przez Wandalów, w 533 przez Bizancjum, w VIII wieku przez Arabów. 
W latach 1146–1160 przejściowo w rękach Normanów z Sycylii, zdobyta przez Jerzego z Antiochii, admirała na dworze króla Rogera II.
Od drugiej połowy XVI wieku pod panowaniem Imperium Osmańskiego (przy czym od drugiej połowy XVII wieku zależne od Stambułu tylko nominalnie państwo berberyjskie zarządzane przez piratów). Na początku XIX wieku Trypolitanią władał Jusuf Karamanli, który w 1801 roku wypowiedział wojnę Stanom Zjednoczonym, skutkiem czego była pierwsza wojna berberyjska (zwaną wojną trypolitańską). Wojna została zakończona w 1805 roku wskutek przegranej Trypolitanii w bitwie o Darnę. Od 1835 roku Trypolitania znalazła się ponownie pod bezpośrednim zwierzchnictwem imperium osmańskiego. 
W latach 1911–1912, w wyniku wojny trypolitańskiej, Trypolitanię zajęli Włosi. Terytorium włączono w skład Włoskiej Afryki Północnej jako Trypolitanię włoską (wł. Tripolitania Italiana), a następnie, wraz z sąsiadującą Cyrenajką (Cirenaica italiana), włączono do kolonii pod nazwą Libia (1934–1943). 
Republika Włoska zrzekła się tej kolonii po zakończeniu II wojny światowej. W 1951 roku z obszaru Trypolitanii, Cyrenajki i Fazzanu utworzono niepodległe Królestwo Libii.